# Krzydlina Wielka
Krzydlina Wielka (do roku 1945 niem. Groß Kreidel) – wieś w Polsce położona w województwie dolnośląskim, w powiecie wołowskim, w gminie Wołów.

## Podział administracyjny
W latach 1954–1961 wieś należała i była siedzibą władz gromady Krzydlina Wielka, po jej zniesieniu w gromadzie Lubiąż. W latach 1975–1998 miejscowość administracyjnie należała do województwa wrocławskiego.

## Historia
Wieś wzmiankowana po raz pierwszy w łacińskim dokumencie z 1223 roku wydanym przez biskupa wrocławskiego Lorenza, gdzie zanotowana została w zlatynizowanej, staropolskiej formie Cridline. Nie rozróżniano wówczas podziału na Krzydlinę Wielką i Małą.

## Zabytki
Do wojewódzkiego rejestru zabytków wpisany jest:
- kościół pw. św. Marii Magdaleny, z początku XVI w., XVIII w.